# قصص العابرين (فلم)
قصص العابرين هو فيلم عراقي من إخراج وإنتاج وتأليف وتصوير قتيبة الجنابي، الفيلم من بطولة عامر مهدي. عُرِض الفيلم في الدورة الرابعة عشر لمهرجان دبي السينمائي الدولي عام 2017 بالإضافة إلى مهرجانات أخرى، وفاز بجائزة أفضل فيلم روائي تجريبي خلال حفل توزيع جوائز لندن الدولية للأفلام السينمائية عام 2019.
جرى تصوير الفيلم على مدى 30 عاماً، وهو يعكس الاغتراب والشوق والخوف والهروب، ويسرد حكايات المهاجرين الذين اضطروا لترك أوطانهم بسبب الصراعات والحروب والقمع السياسي وأصبحوا ضيوفا على بلاد غريبة.